# حملة نهر باودر (1865)
حملة نهر باودر (بالإنجليزية: Powder River Expedition)‏ عام 1865 والمعروفة أيضًا باسم حرب نهر باودر أو اجتياح نهر باودر، عملية عسكرية واسعة النطاق لجيش الولايات المتحدة ضد قبائل هنود لاكوتا سو والشايان والأراباهو في إقليم مونتانا وإقليم داكوتا. رغم أن الجنود دمروا إحدى قرى الأراباهو وأنشأوا حصن كونور (أو حصن رينو) لحماية المسافرين على طريق بوزمان، إلا أن الحملة تعتبر فاشلة لأنها أخفقت بهزيمة الهنود وتأمين السلام في المنطقة.

## خلفية تاريخية
زادت مجزرة ساند كريك المُرتكبة بحق شعب الشايان في 29 نوفمبر 1864 من حدة العمليات الانتقامية والغارات الهندية في وادي نهر بلات. (انظر معركة جوليسبورغ)، بعد الغارات، تجمّع عدة آلاف من شعب السو والشايان والأراباهو في إقليم نهر باودر، بعيدًا عن المستوطنات البيضاء، والذي اعتُرف به كمنطقة هندية في معاهدة فورت لارامي لعام 1851.
شَعر الهنود بتهديد طريق بوزمان، الذي شُقَّ عبر قلب موطنهم عام 1863. رغم سماح معاهدة فورت لارامي بمرور الطرق عبر الأراضي الهندية، إلا أنهم قاموا بمضايقة عمال المناجم والمسافرين الآخرين على طول الطريق. في معركة بلات بريدج في يوليو عام 1865، هاجم أكثر من ألف محارب جسرًا عبر نهر نورث بلات ونجحوا بإيقاف السفر مؤقتًا على طريقي بوزمان وأوريغون. بعد المعركة، انقسم الهنود إلى مجموعات صغيرة وتفرقوا للصيد الصيفي للجاموس. تمثلت نقطة الضعف في أساليب الحرب الهندية بافتقارهم للموارد اللازمة لإبقاء الجيش في الميدان لفترة طويلة من الزمن.
أصدر اللواء غرينفيل إم. دودج أمرًا ببدء حملة نهر باودر بصفتها حملة عقابية ضد قبائل السهول الشمالية في قلب أراضيها. اختير العميد باتريك إي. كونور قائدًا للحملة. أصدر دودج أمرًا لكونور «بشن حرب قوية على الهنود ومعاقبتهم لإجبارهم على الحفاظ على السلام». كانت الحملة واحدة من آخر حملات الحروب الهندية التي قام بها متطوعو الولايات المتحدة.
تمثلت إستراتيجية كونور بتسيير ثلاثة أرتال من الجنود في إقليم نهر باودر. ضمّ «الرتل الأيمن» 1400 جندي من ميزوري و 140 عربة بقيادة العقيد نيلسون دي. كول، وكان عليه أن يسير من أوماها، نبراسكا ويتبع نهر لوب غربًا إلى بلاك هيلز، ليلتقي مع كونور بالقرب من نهر باودر. «الرتل الأوسط» الذي ضمّ 600 فرسان خيّالة من كانساس بقيادة المقدَّم صموئيل ووكر، كان متجهًا شمالًا من فورت لارامي مجتازًا الإقليم غرب بلاك هيلز. يتجه الرتلان «الأيسر» و «الغربي»، المكونان من 675 جنديًا، بقيادة كونور شخصيًا ويضمان جنودًا من كاليفورنيا وآيوا وميشيغان ونبراسكا وأوهايو، إلى جانب فرقة استطلاع هندية وقافلة عربات، نحو نهر باودر بهدف إنشاء حصن بالقرب من طريق بوزمان. كان على الأرتال الثلاثة أن تتحد في الحصن الجديد.
صدرت أوامر كونور إلى قادته العسكريين على النحو التالي: «لن تقبلوا مبادرات سلام أو استسلام من الهنود، ولكن ستهاجمون وتقتلون كل ذكر هندي فوق سن 12 عامًا». حاول رؤساء كونور والجنرال جون بوب والجنرال دودج محاولة إلغاء هذا الأمر، لكن فات الأوان، إذ أن الأرتال الثلاثة كانت قد غادرت بالفعل وكانت خارج مدى الاتصال.
كانت الحملة مضطربة من البداية. خُفِّض عدد الرجال المشاركين في الحملة من 12000 إلى أقل من 3000 لأن العديد من الجنود جرى تسريحهم من الجيش في نهاية الحرب الأهلية الأمريكية. كان المتطوعون المتبقيون «متمردين ومستائين وغير فعالين». نُقِلت سريات فوج ميشيغان السادس سلاح الفرسان التطوعي بقيادة العقيد جيمس إتش. كيد من ساحات معارك الحرب الأهلية في فرجينيا، وكان معظم جنود «كول» و«ووكر» ناشطين في مسرح العمليات الغربية خلال السنوات الأخيرة من الحرب. امتلكت قلّة قليلة من الجنود والضباط خبرة في محاربة الهنود أو السفر في السهول الكبرى. طرح تأمين الإمدادات مشكلة أيضًا أمامهم.

## حملة كونور
غادر العميد باتريك إيه. كونور وجنوده البالغ عددهم 675 جنديًا ومستطلعين هنود وسائقي شاحنات مدنيين، إلى جانب قافلة عربات مليئة بالإمدادات، حصن لارامي في إقليم داكوتا في 1 أغسطس 1865، للاتحاد مع أرتال «كول» و«ووكر». كان رجل الجبال جيم بريدجر من ضمن رجاله. استمر رتل كونور بالتقدم شمالًا، وأنشأ حصن كونور في شهر أغسطس على نهر باودر العلوي.

### كريزي وومان فورك (مجرى نهر المرأة المجنونة)
في 13 أغسطس، 1865، كان الكابتن فرانك جاي. نورث رئيس فرقة باوني للاستطلاع يتجول راكبًا حصانه مع بعض من رجاله بالقرب من كريزي وومان فورك المتشعب من نهر باودر. رصد نورث ورجال الاستطلاع مجموعة صغيرة من محاربي الشايان، وبدأت المطاردة. أثناء ملاحقتهم، انفصل نورث عن رجاله بنحو ميل واحد، وعاد المحاربون المتراجعون إليه. جرح أحد محاربي الشايان حصان نورث، واختبأ الكابتن خلف الحصان المُسقط واستخدمه كمتراس قاوم من وراءه مهاجميه. صادف جندي الاستطلاع بوب وايت نورث وانضم إليه في المعركة. وصل العديد من أفراد الباوني، ثم أطلق الفريق الصغير النار وأصاب العديد من المحاربين الذين فروا بعد ذلك بسرعة. تعتبر المعركة في كريزي وومان فورك أول اشتباك في حملة نهر باودر.

### مجزرة نهر باودر
لمدة يومين، تعقب الكابتن نورث مع فرقة الباوني الاستطلاعية جماعة من الشايان كانوا متوجهين إلى الشمال. أظهر أثر الطريق أن الشايان امتلكوا نحو 40 حصانًا وبغلًا، إلى جانب ترافوي (حاملة) تحمل محاربًا جريحًا. في الساعة 2:00 من صباح يوم 16 أغسطس، 1865، استطاع الكابتن مع فرقة الاستطلاع اللحاق مع الجماعة على نهر باودر على بعد نحو 50 ميلًا شمال حصن كونور. كان الشايان نيامًا بعد أن نصبوا مخيمهم لقضاء الليل، وقرر نورث الانتظار حتى الفجر للهجوم. في الصباح، اقتربت مجموعته من المخيم. عندما لاحظ الشايان المستطلعين، ظنّ الشايان أن فريق نورث من جماعتهم، ولم يتخذوا أي خطوات معادية. بعد ذلك، هاجم أفراد الباوني فجأة أفراد الشايان المذهولين، ما أدى إلى مقتل جميع الأشخاص الأربعة والعشرين، بمن فيهم يَلو وومان Yellow Woman، رابّة (زوجة أب) جورج بينت. فقدت فرقة الباوني 4 خيول، ولكنها استولت على 18 خيل و 17 بغل، وكثير منها ذات علامات تجارية حكومية تظهر أنها قد استوليَ عليها في المعارك الأخيرة في ريد بيوتس ومحطة بلات بريدج في 26 يوليو.

### معركة نهر تانغ
سافر كونور شمالًا من حصن كونور، وفي 28 أغسطس، اكتشف المستطلعون الباوني قرية أراباهو يقطنها نحو 600 شخص في نهر تانغ. في اليوم التالي، 29 أغسطس، هاجم كونور القرية، التي كان قائدها بلاك بير، مع 215 رجل من سلاح الفرسان من كاليفورنيا وآيوا وأوهايو، وأكثر من 80 رجل من فرسان باوني وأوماها وينيباجو. كان أفراد القرية في المقام الأول من النساء والأطفال والشيوخ. معظم المحاربين كانوا غائبين، ليشاركوا في حرب مع شعب الكرو على نهر بيغهورن. هرب الهنود المباغتون من القرية، لكنهم أعادوا توحيد صفوفهم وشنّوا هجومًا مضادًا، وثُنِي كونور عن مواصلة الملاحقة. دمر الجنود القرية، واستولوا على 500 حصان، و 8 نساء و 13 طفل أُطلِق سراحهم فيما بعد. زعم كونر أنه قتل 63 رجلًا من محاربي أراباهو، وهو تقدير مبالغ فيه على الأرجح، مع قتيلين وخمسة جرحى في رصيده. ثم سار شمالًا على طول نهر التانغ إلى جنوب ولاية مونتانا قبل أن يعود إلى حصن كونور، وقد تعرض للمضايقات من قبيلة الأراباهو على مسار الطريق. قبيلة الأراباهو التي لم تكن عدوانية بشكل مفرط من قبل، انضمت الآن إلى قبيلتي السو والشايان.